# La Vie (Chagall)
Pour les articles homonymes, voir Vie (homonymie).
La Vie est un tableau réalisé en 1964 par le peintre français Marc Chagall. Cette peinture à l'huile, sur toile de grand format, représente différents moments-clés de la vie de l'artiste, parmi lesquels son mariage à Bella Rosenfeld ou encore ses deux grands déménagements. Commandée par Aimé et Marguerite Maeght pour la salle de la Fondation Maeght consacrée à l'artiste, elle est depuis conservée à Saint-Paul-de-Vence.